# Бойчук Василь Сафронович
Васи́ль Сафро́нович Бойчу́к (нар. 1912, село Яланець, тепер Томашпільського району Вінницької області — ?) — український радянський партійний діяч, 1-й секретар Крижопільського райкому КПУ Вінницької області. Герой Соціалістичної Праці (26.02.1958). Депутат Верховної Ради СРСР 5-го скликання. Член ЦК КПУ в 1960—1961 р.

## Життєпис
Народився в селянській родині. Трудову діяльність розпочав у 1928 році робітником «Зугресбуду» на Донбасі. Навчався на вечірньому відділенні Одеського залізничного інституту і одночасно, у 1930—1932 роках, працював вчителем початкових класів.
У 1933—1935 роках — у Червоній армії.
У 1938 році закінчив Вінницький педагогічний інститут.
У 1938—1939 роках — директор Соколівської середньої школи Крижопільського району Вінницької області.
Член ВКП(б) з 1939 року.
У 1939—1946 роках — у Червоній армії. Учасник німецько-радянської війни з 1941 року та радянсько-японської війни 1945 року. Служив у 1941 році військовим комісаром 981-го стрілецького полку 254-ї стрілецької дивізії 5-ї армії. З червня 1942 року — військовий комісар 460-го окремого автотранспортного батальйону, потім — командир 103-го окремого автотранспортного батальйону Резерву Головного Командування, 4-ї та 9-ї Повітряних армій. Воював на Південно-Західному, 2-му Білоруському та 1-му Далекосхідному фронтах.
У 1946 — січні 1950 року — директор Городківської середньої школи Крижопільського району Вінницької області.
У 1950—1962 роках — 1-й секретар Крижопільського районного комітету КПУ Вінницької області. У 1962—1963 роках — начальник Крижопільского виробничого колгоспно-радгоспного управління, потім секретар партійного комітету КПУ цього ж управління.
З вересня 1963 року — голова правління Вінницької обласної споживчої спілки.

## Звання
- майор

## Нагороди
- Герой Соціалістичної Праці (26.02.1958)
- орден Леніна (26.02.1958)
- орден Вітчизняної війни 1-го ст. (15.08.1944)
- два ордени Червоної Зірки (5.06.1945, 20.09.1945)
- медалі